# Radenci
Radenci là một khu tự quản (tiếng Slovenia: občine, số ít – občina) trong vùng Pomurska của Slovenia. Radenci có diện tích 34.1 km2, dân số là theo điều tra ngày 31 tháng 3 năm 2002 là 5265 người. Thủ phủ khu tự quản Radenci đóng tại Radenci.